# Periplaneta formosana
Periplaneta formosana es una especie de cucaracha perteneciente al género Periplaneta, categorizada en la familia Blattidae, orden Blattodea.

Fue descrita por primera vez en 1915 por Karny. Aparece registrada y publicada en una sección de H. Sauter's Formosa-Ausbeute, Orthoptera et Oothecaria. Supplementa Entomologica, 4, p. 56–108 de 1915.

## Distribución
La especie se distribuye por Asia, en China.